# لانزاروت
لانزاروت أو لانزاروتي (بالإسبانية: Lanzarote)‏ هي جزيرة إسبانية. تقع في أقصى الشرق من جزر الكناري ذاتية الحكم، في المحيط الأطلسي. وتبعد حوالي 125 كم قبالة ساحل أفريقيا و 1,000 كم من شبه الجزيرة الإيبيرية. وفقا لتعداد 2006 عدد سكانها 127,457 نسمة وتغطي مساحة 845 كم مربع. لانثاروتى رابع أكبر جزيرة من جزر الكناري، وأكبر مدنها اريثيفى. أول من سمى جزيرة لانزاروتي بهذا الاسم هو الملاح الإيطالي أنجيلينو دولسيرت نسبة إلى اسم الملاح الإيطالي لانزاروتو ماروشيلو من مدينة جينوا في إيطاليا. اسم المدينة بلغة الجزيرة المحلية هو «تيثيروغاكا» والتي تعني «ذات اللون الترابي».

## المناخ
يظهر الجدول التالي التغييرات المناخية على مدار السنة للانزاروت:
| البيانات المناخية لـلانزاروت            | البيانات المناخية لـلانزاروت | البيانات المناخية لـلانزاروت | البيانات المناخية لـلانزاروت | البيانات المناخية لـلانزاروت | البيانات المناخية لـلانزاروت | البيانات المناخية لـلانزاروت | البيانات المناخية لـلانزاروت | البيانات المناخية لـلانزاروت | البيانات المناخية لـلانزاروت | البيانات المناخية لـلانزاروت | البيانات المناخية لـلانزاروت | البيانات المناخية لـلانزاروت | البيانات المناخية لـلانزاروت |
| الشهر                                   | يناير                        | فبراير                       | مارس                         | أبريل                        | مايو                         | يونيو                        | يوليو                        | أغسطس                        | سبتمبر                       | أكتوبر                       | نوفمبر                       | ديسمبر                       | المعدل السنوي                |
| --------------------------------------- | ---------------------------- | ---------------------------- | ---------------------------- | ---------------------------- | ---------------------------- | ---------------------------- | ---------------------------- | ---------------------------- | ---------------------------- | ---------------------------- | ---------------------------- | ---------------------------- | ---------------------------- |
| الدرجة القصوى °م (°ف)                   | 27.9 (82.2)                  | 29.0 (84.2)                  | 32.7 (90.9)                  | 36.3 (97.3)                  | 42.6 (108.7)                 | 40.7 (105.3)                 | 42.9 (109.2)                 | 43.6 (110.5)                 | 40.5 (104.9)                 | 37.1 (98.8)                  | 34.2 (93.6)                  | 27.5 (81.5)                  | 43.6 (110.5)                 |
| متوسط درجة الحرارة الكبرى °م (°ف)       | 20.7 (69.3)                  | 21.3 (70.3)                  | 22.9 (73.2)                  | 23.5 (74.3)                  | 24.6 (76.3)                  | 26.3 (79.3)                  | 28.2 (82.8)                  | 29.1 (84.4)                  | 28.6 (83.5)                  | 26.7 (80.1)                  | 24.2 (75.6)                  | 21.8 (71.2)                  | 24.8 (76.6)                  |
| المتوسط اليومي °م (°ف)                  | 17.4 (63.3)                  | 17.9 (64.2)                  | 19.0 (66.2)                  | 19.6 (67.3)                  | 20.8 (69.4)                  | 22.6 (72.7)                  | 24.3 (75.7)                  | 25.2 (77.4)                  | 24.7 (76.5)                  | 23.0 (73.4)                  | 20.7 (69.3)                  | 18.6 (65.5)                  | 21.1 (70.0)                  |
| متوسط درجة الحرارة الصغرى °م (°ف)       | 14.0 (57.2)                  | 14.3 (57.7)                  | 15.0 (59.0)                  | 15.7 (60.3)                  | 16.8 (62.2)                  | 18.8 (65.8)                  | 20.4 (68.7)                  | 21.2 (70.2)                  | 20.8 (69.4)                  | 19.4 (66.9)                  | 17.2 (63.0)                  | 15.4 (59.7)                  | 17.4 (63.3)                  |
| أدنى درجة حرارة °م (°ف)                 | 8.0 (46.4)                   | 9.0 (48.2)                   | 8.3 (46.9)                   | 9.5 (49.1)                   | 11.5 (52.7)                  | 12.4 (54.3)                  | 15.4 (59.7)                  | 16.6 (61.9)                  | 15.5 (59.9)                  | 12.0 (53.6)                  | 10.9 (51.6)                  | 9.0 (48.2)                   | 8.0 (46.4)                   |
| معدل هطول الأمطار مم (إنش)              | 16.5 (0.65)                  | 18.2 (0.72)                  | 12.5 (0.49)                  | 5.2 (0.20)                   | 1.5 (0.06)                   | 0.1 (0.00)                   | 0.0 (0.0)                    | 0.5 (0.02)                   | 2.2 (0.09)                   | 9.9 (0.39)                   | 14.7 (0.58)                  | 29.3 (1.15)                  | 110.6 (4.35)                 |
| متوسط الأيام الممطرة (≥ 1.0 mm)         | 3                            | 3                            | 2                            | 1                            | 0                            | 0                            | 0                            | 0                            | 0                            | 2                            | 3                            | 4                            | 18                           |
| متوسط الرطوبة النسبية (%)               | 68                           | 68                           | 66                           | 66                           | 66                           | 66                           | 68                           | 68                           | 70                           | 71                           | 69                           | 71                           | 68                           |
| ساعات سطوع الشمس الشهرية                | 203                          | 201                          | 241                          | 255                          | 297                          | 292                          | 308                          | 295                          | 248                          | 235                          | 207                          | 196                          | 2٬978                        |
| المصدر: Agencia Estatal de Meteorología |                              |                              |                              |                              |                              |                              |                              |                              |                              |                              |                              |                              |                              |

## أعلام
- ساول كوكو
- باتريشيا دياز
- جوزيه ساراماغو
- بينيتو إراولا كابريرا
- غريغوريو فوينتيس
- دييغو باربر
- هورست ماير
- أوي شتورش
- الأميرة ماريا مرسيديس دي الصقليتين

## وصلات خارجية
- الموقع الرسمي للسياحة في لانزاروت